# Langhagen (Lalendorf)
Langhagen ist ein Ortsteil der Gemeinde Lalendorf im Süden des Landkreises Rostock in Mecklenburg.

## Geografie
Langhagen liegt in der wald- und seenreichen Region der Mecklenburgischen Seenplatte und im Südwesten der Mecklenburgischen Schweiz. Diese langgezogene Endmoräne erreicht im Tabaksberg nahe dem Ortsteil Carlsdorf 106 m ü. NN. Das Gebiet an der Grenze zum Landkreis Mecklenburgische Seenplatte bildet die Wasserscheide zwischen den Flüssen Warnow und Peene. Die Städte Teterow und Krakow am See sind jeweils etwa zwölf Kilometer entfernt. Langhagen hat einen etwa 20 km² großen Anteil am Naturpark Mecklenburgische Schweiz und Kummerower See. Südlich von Langhagen entstand und entsteht ein größerer Kiessee.

## Geschichte
1451 taucht der Ort Langhagen erstmals in einer Urkunde als Lankauel auf.
Die Ersterwähnung des jetzigen Ortsteils Rothspalk erfolgte 1414 und nennt einen Johann Dietrich Moltzan als Eigentümer. 1693 kaufte Clemens Heinrich von Thomstorff das dortige Gut von der Familie Haltermann. Die Familie von Thomstorff blieb bis 1811 in Rothspalk. 1806 begann August Ludwig Thomstorff mit dem Bau des neuen Gutshauses, nach seinem Konkurs kaufte 1811 Johann Peter Freiherr von Möller-Lilienstern das Gut und baute ein neues Herrenhaus. Die Familie von Möller-Lilienstein blieb bis 1928 in Rothspalk.
Seit 1905 wird im Ort Kies abgebaut. Neben einigen Gewerbebetrieben gibt es in Langhagen die Evangelische Johannes-Schule Langhagen, eine evangelische Grundschule mit Orientierungsstufe in Trägerschaft der Schulstiftung der Nordkirche.
Im Jahr 1886 wurde Langhagen an das Eisenbahnnetz angeschlossen (Strecke Berlin–Rostock). Der Bahnhof wurde bis 1999 im Personenverkehr bedient und wird seit August 2014 wieder von der RE-Linie 5 (Berlin–Rostock) angefahren. Hier fuhr am 29. Dezember 1941 der Wehrmachtszug W 96 031 aufgrund einer falsch gestellten Weiche auf zwei Lokomotiven auf. Dabei kamen 27 Menschen ums Leben, 33 weitere wurden verletzt.
Am 1. Juli 1950 wurden die bisher eigenständigen Gemeinden Carlsdorf und Rothspalk eingegliedert.
Ein weiterer schwerer Eisenbahnunfall ereignete sich am 1. November 1964. 44 Menschen kamen ums Leben und 70 weitere wurde teilweise schwer verletzt, als ein Schnellzug aus Berlin auf einen entgleisten Kieswagenzug auffuhr.
Am 25. Mai 2014 wurde die ehemalige Gemeinde Langhagen in die Nachbargemeinde Lalendorf eingemeindet.

## Sehenswürdigkeiten
- 1910 errichtete Dorfkirche in Langhagen
- Gutshaus in Langhagen, Gut der Wedemeyer
- die im 14. Jahrhundert entstandene Kirche in Klaber
- Gutshaus in Klaber. Im 15. Jahrhundert gehörte Klaber den Herren von Müggesfeld, 1517 wird Wedige von Maltzahn mit dem Gut belehnt, die Familie bleibt Eigentümer bis 1648. Danach wechselten die Herren auf Klaber häufig, bis es 1797 in den Besitz der Familie von Lowtzow gelangte, die das Gut bis zur Enteignung 1945 hielt.
- Herrenhaus mit Kapelle in Rothspalk. In Rothspalk war ursprünglich die Familie von Maltzahn (Moltzan) ansässig. 1693 wurde Rothspalk von Clemens Heinrich von Thomstorf gekauft, in dessen Familie es bis 1811 blieb. Johann Freiherr von Moeller-Lilienstern, erfolgreicher Hamburger Kaufmann, erwarb das Gut und ließ das neue Gutshaus im klassizistischen Stil erbauen. Es wurde 1811 durch den Architekten Joseph Ramée entworfen und bis 1815 fertiggestellt, der bauüberwachende Architekt war wohl Buisson. Das Herrenhaus ist ein eingeschossiger Putzbau von 13 Achsen mit einem hochgelegenen Untergeschoss. Die Hoffassade wird durch einen breiten zweigeschossigen fünfachsigen Mittelrisalit mit profiliertem Dreiecksgiebel besonders hervorgehoben. 1928 kaufte Siegfried Schulz das in Konkurs geratene Rittergut. Nach seinem Tode im Jahre 1944 war seine Ehefrau, Elsbeth Schulz, Alleinerbin. 1930 erfolgten durch das Landbaubüro Paul Korff aus Laage Umbauten im Herrenhaus und die Erneuerung des Dachgeschosses. 1945 wurde das Gut durch die Bodenreform enteignet. Auf dem Dachfirst des Walmdaches befand sich 1949 noch der Uhrenturm. Auch die vorgelagerte zweiläufige geschwungene Freitreppe wurde entfernt. Zu DDR-Zeiten waren im Gutshaus zunächst Flüchtlinge untergebracht, danach wurde es Schule und später als Lagerraum für eine Magdeburger Fabrik genutzt. Nach der Wiedervereinigung kaufte Dr. Andreas Schulz, Enkel des letzten Besitzers, im Jahr 1998 Teilflächen des Gutes zurück, jedoch ohne das Gutshaus. Dieses erwarb 1997 die Familie Radons. 2011 wurde es erneut verkauft und wird seitdem mit dem Park denkmalgerecht saniert. Inzwischen ist auch die Freitreppe wiederhergestellt.

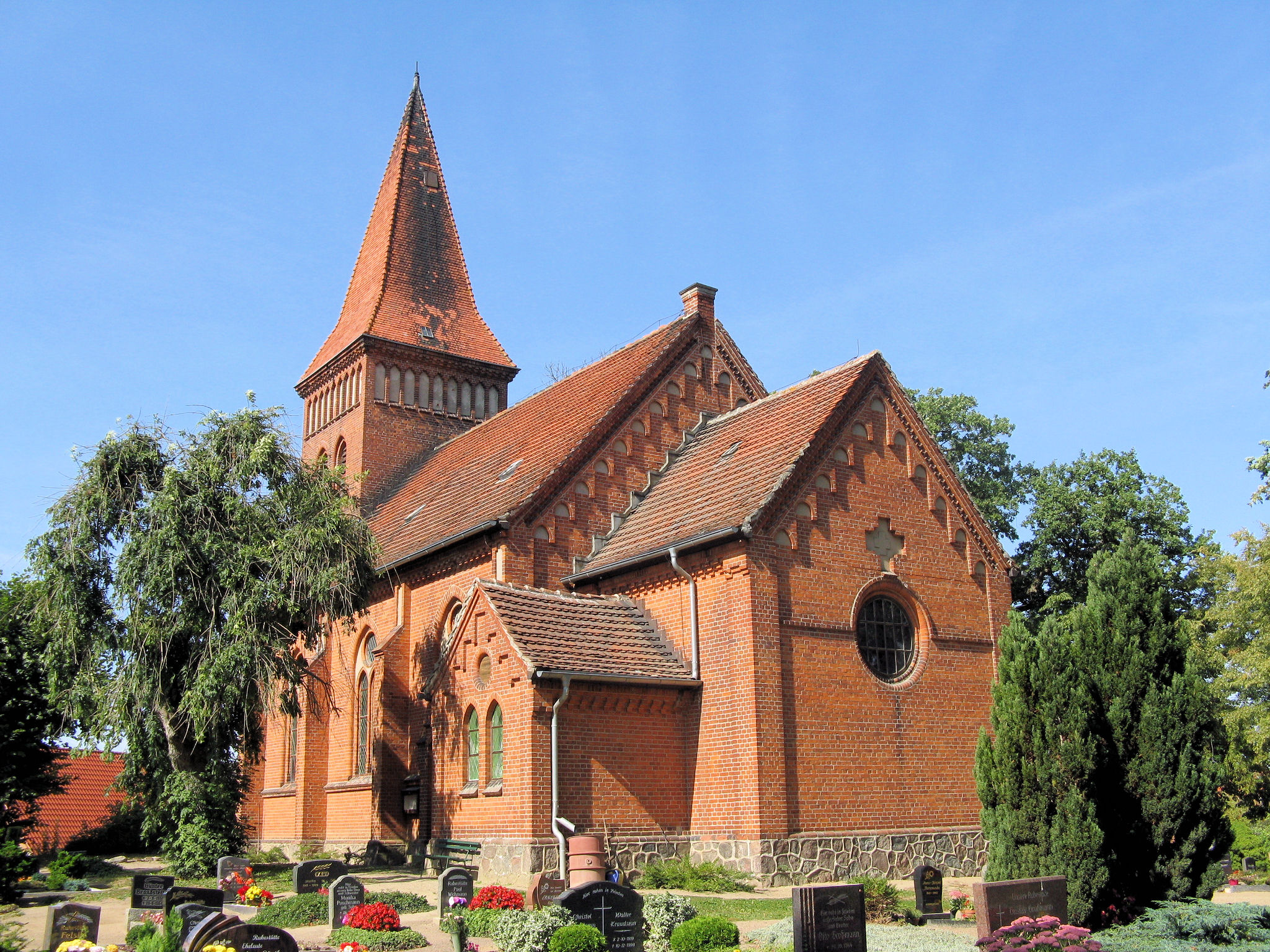
Dorfkirche in Langhagen
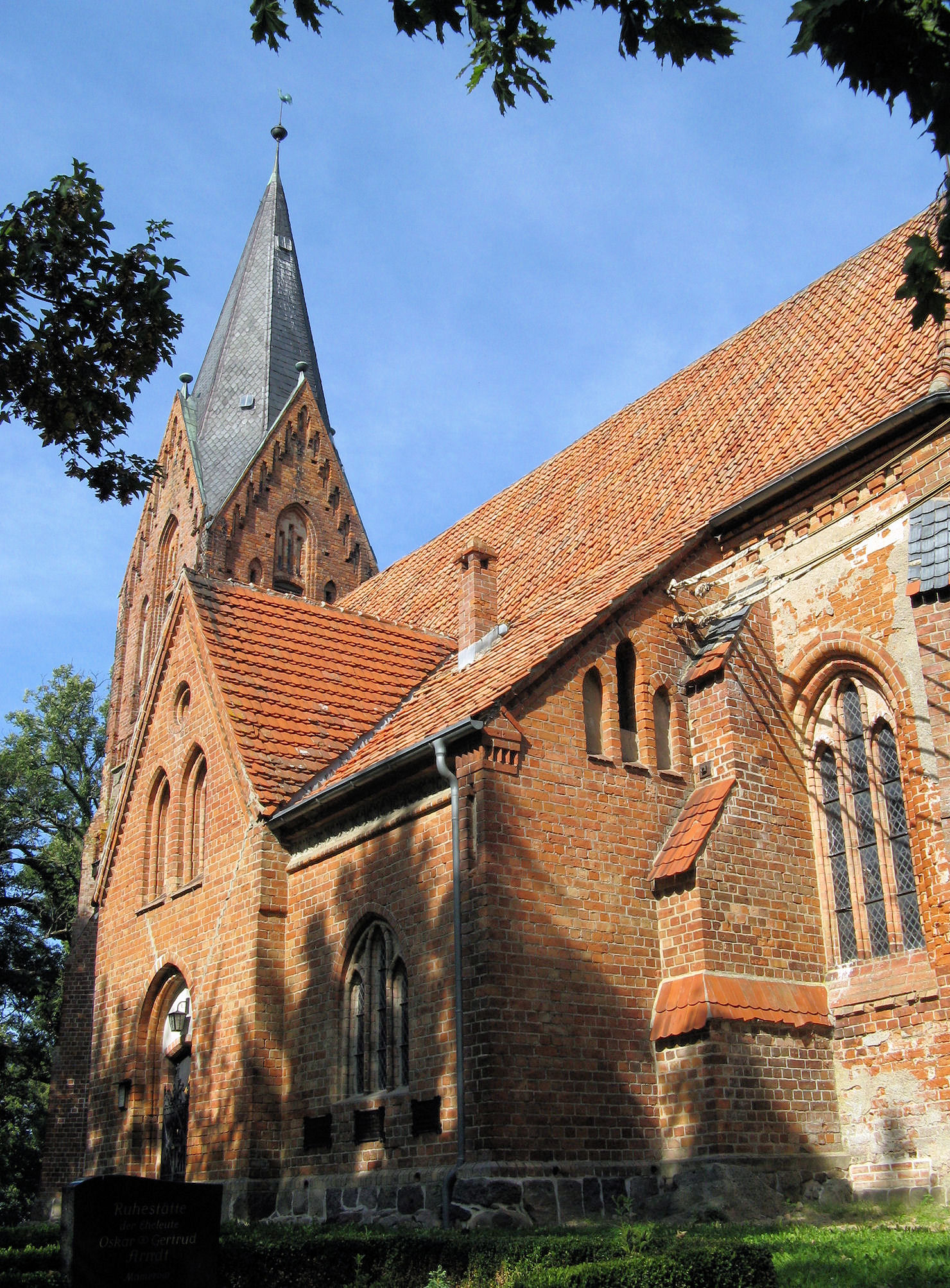
Dorfkirche in Klaber
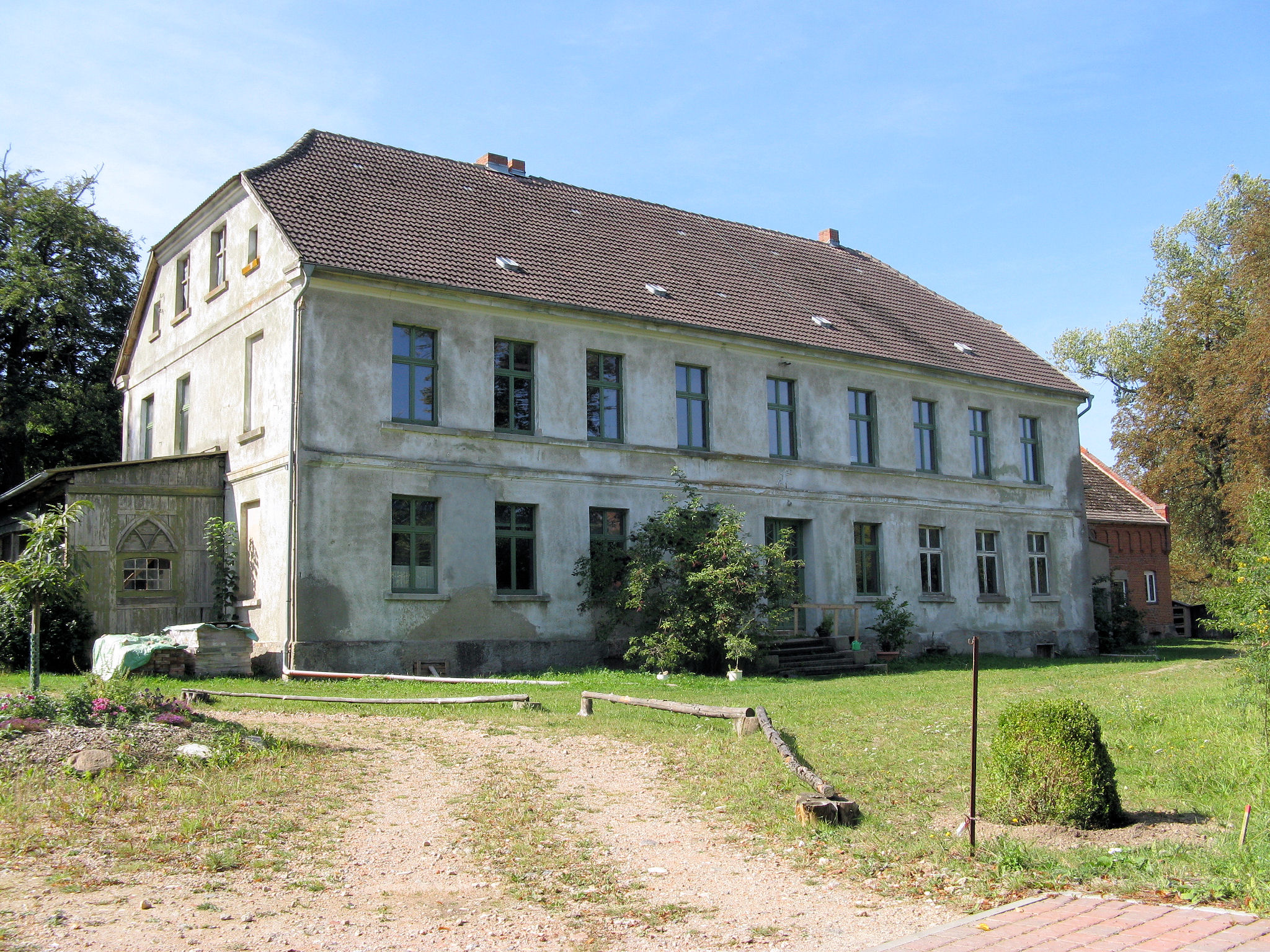
Gutshaus in Klaber
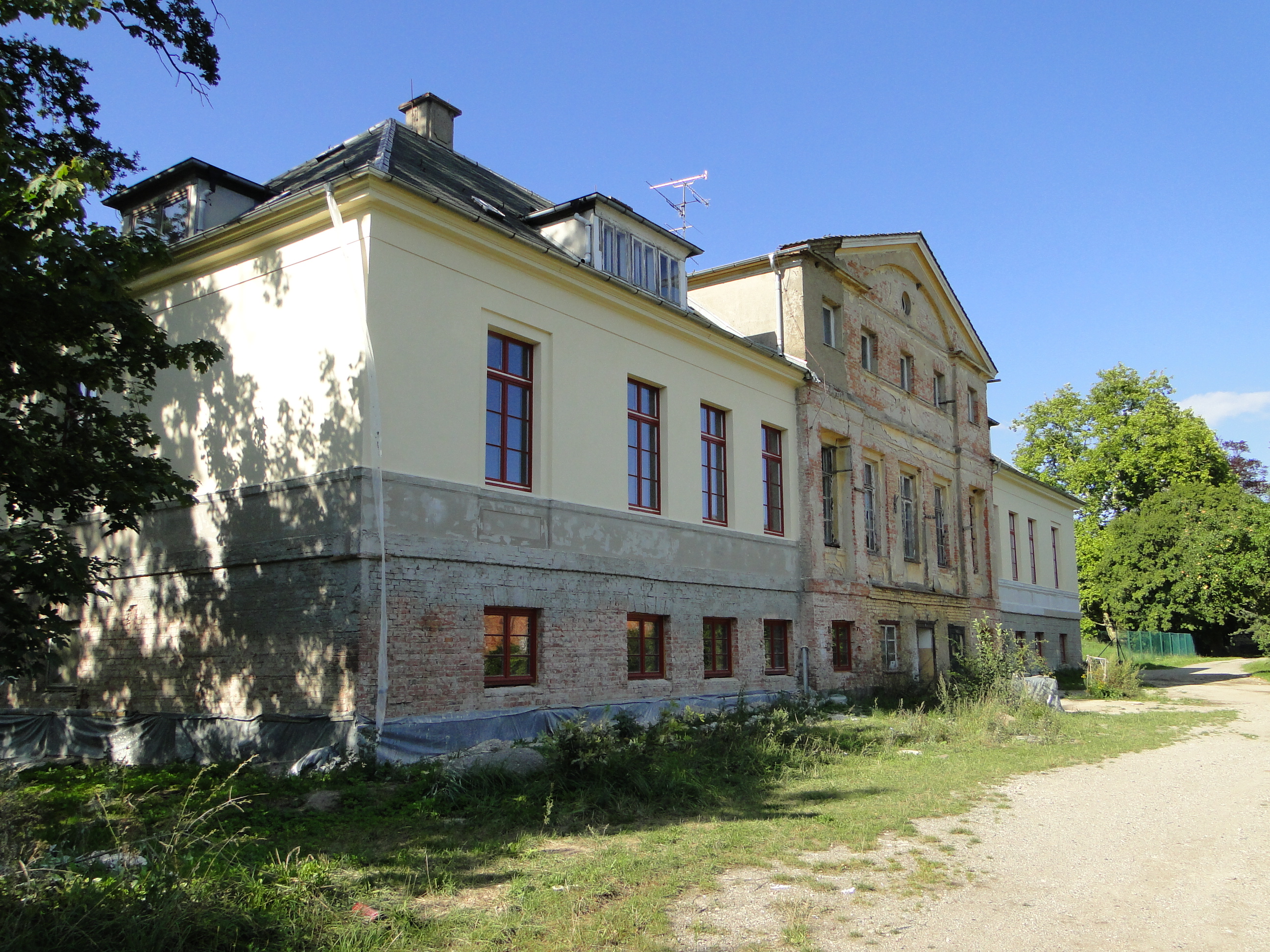
Gutshaus in Rothspalk

## Verkehr

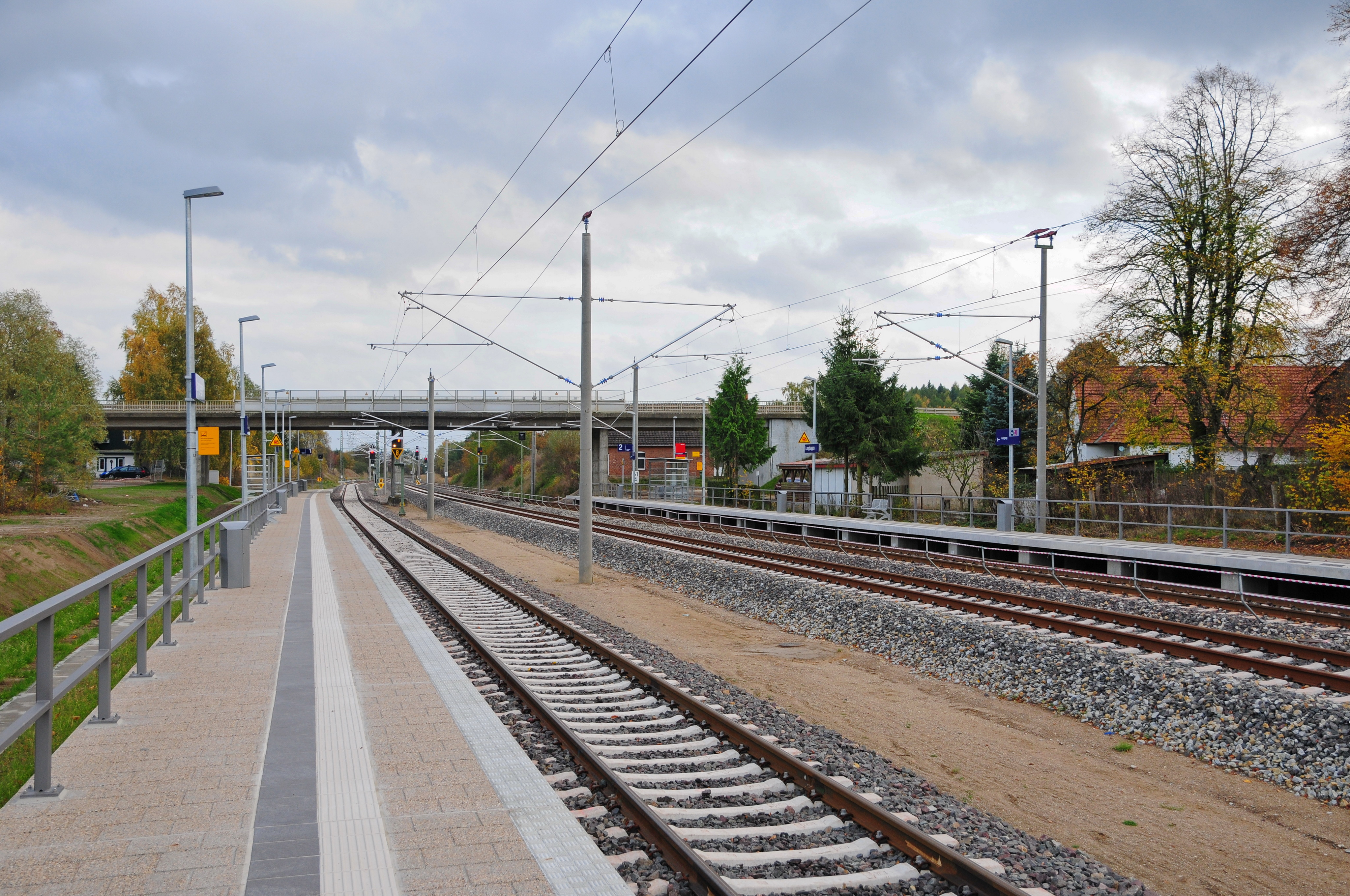
Wiedererrichteter Personenbahnhof Langhagen (2013)

Langhagen liegt an der Landesstraße 11 von Krakow am See nach Teterow, die für beide Städte Zubringer zur Bundesautobahn 19 (Rostock–Berlin) ist.
Durch den Ort verläuft zudem die Bahnstrecke Neustrelitz–Warnemünde. Der im August 2014 für den Personenverkehr reaktivierte Bahnhof wird vom Regional-Express der Linie RE 5 zweistündlich bedient.

## Wirtschaft

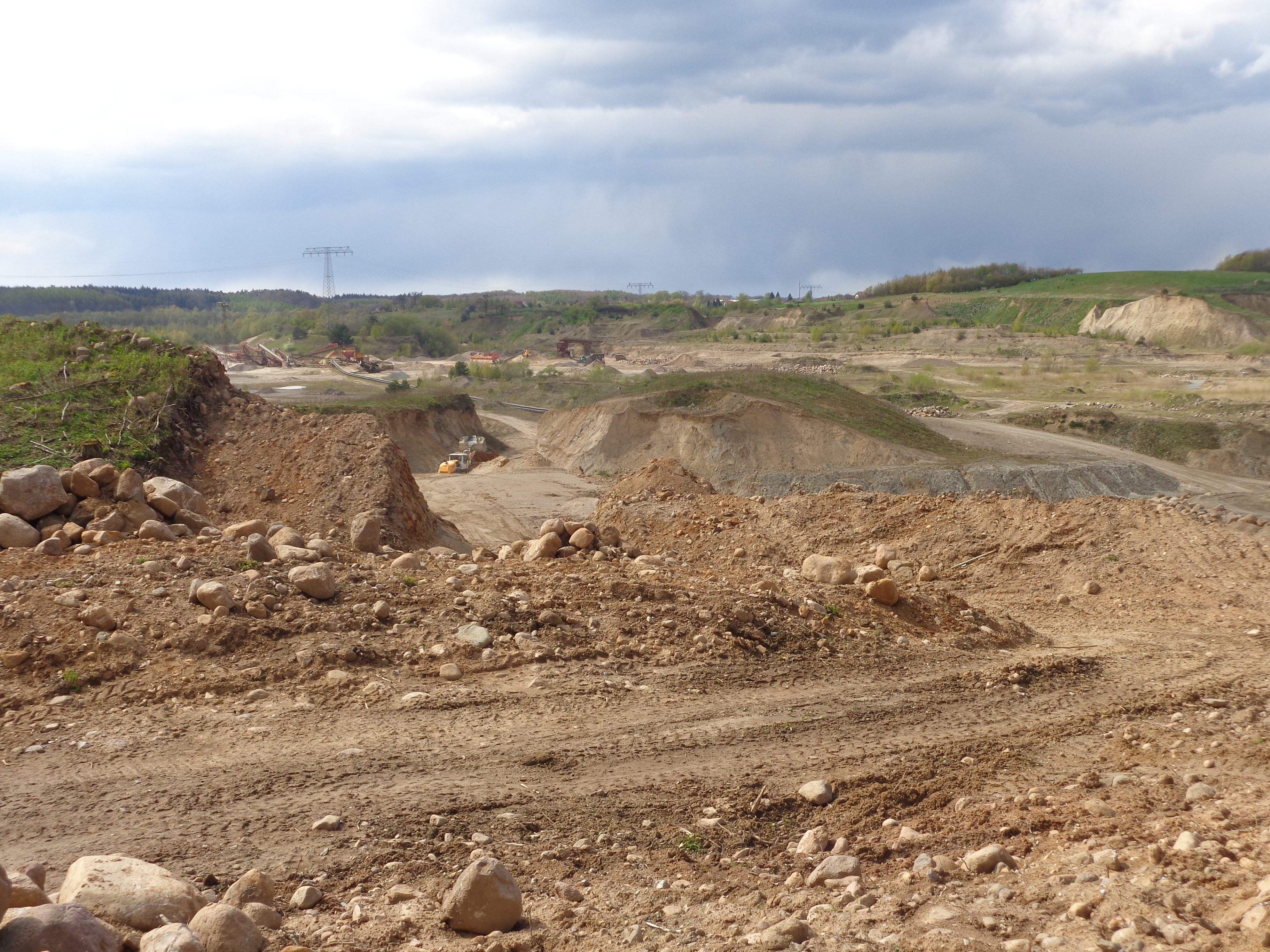
Kieswerk Langhagen

In Langhagen befinden sich mehrere Baggerseen mit aktivem Kiesabbau, einem Kieswerk und einem Asphaltmischwerk. Darüber hinaus besitzt Langhagen als Standort für die Recyclingindustrie überregionale Bedeutung, so befindet sich im Ort eine Bodenreinigungsanlage, eine Kühlschrankrecyclinganlage und eine Sortieranlage für Elektro- und Elektronikschrott. Weiterhin befinden sich einige Handwerksfirmen und eine Agrargenossenschaft vor Ort.

## Persönlichkeiten
- Oskar von Moeller-Lilienstern (1847–1898), Jurist und preußischer Landrat, in Rothspalk geboren
- Gerhard Tolzien (1870–1946), Landesbischof von Mecklenburg-Strelitz
- Hans Schmidt (1923–1985), Gewerkschaftsfunktionär in der DDR